# 張造
張造（846年—890年），龍州人，唐朝末年及五代十国时前蜀政治人物。
中和四年（884年），唐僖宗逃亡入四川，張造和蜀高祖王建、韓建、晉暉、李師泰均率領部眾到皇帝行在，唐僖宗大喜，稱他們為「隨駕五都」，命十軍觀軍容使田令孜收養他們為養子，並在回歸長安後封他們為神策軍宿衛。
光啟二年（886年），僖宗逃亡到興元府，王建屯兵三泉，命令他和晉暉領四都士兵屯黑衣，修建棧道往來。其後觀軍容使楊復恭驅逐田令孜的黨羽，張造因此被貶為萬州刺史。當時秦宗權的別將常厚駐守白帝，被成汭部下許存攻破；常厚打算出奔萬州，但張造百般抵抗，令其逃到綿州，萬州得以保全。
后来万州为许存所夺，張造官至茂州刺史。大顺元年（890年），王建讨伐西川节度使陈敬瑄。六月，时任简州刺史张造攻打笮桥，被陈敬瑄败杀。后来王建建立前蜀，武成元年（908年）追錄舊功，下令追贈加恩。

## 引用
1. ↑  《十国春秋·前蜀·卷40》：張造，龍州人。
2. ↑  《新五代史·卷63·前蜀世家第三》：僖宗即以晏弘為節度使，晏弘以（王）建等八都頭皆領屬州刺史。已而晏弘擁眾東歸，陷陳、許，建與晉暉、韓建、張造、李師泰等各率一都，西奔於蜀。僖宗得之大喜，號「隨駕五都」，以屬十軍觀軍容使田令孜，令孜以建等為養子。僖宗還長安，使建與晉暉等將神策軍宿衛。
3. ↑  《資治通鑑·卷256·唐紀72》：（中和四年九月）十一月，二建與張造、晉暉、李師泰帥眾數千逃奔行在，令孜皆養為假子，賜與巨萬，拜諸衛將軍，使各將其眾，號隨駕五都。
4. ↑  《十国春秋·前蜀·卷40》：僖宗幸興元時，遣高祖帥兵屯三泉，復命造與晉暉領四都兵屯黑衣，修棧道以通往來。未幾，為楊復恭所忌，斥為萬州刺史。時秦宗權黨常厚屯白帝，為成汭將許存所破，奔萬州。造百計拒之，厚走綿州，萬州以是得全。
5. ↑  《十国春秋·前蜀·卷40》：後從高祖官茂州刺史，無何卒。武成元年，高祖錄舊功勅，有司追贈加恩。